# Salsa Thermidor
La salsa Thermidor és una preparació culinària en format de salsa que parteix d'una beixamel a la qual es barreja mostassa, rovells d'ou, pebre de Caiena, estragó, cerfull i vi blanc.
És una salsa emprada freqüentment en el napat de plats que contenen com a ingredients peixos (generalment salmó al Salmó Thermidor) i marisc (un exemple es té en la Llagosta Thermidor). En algunes ocasions s'empra com a salsa de gratinar alguns aliments, i es preparen plats com vieires.